# Alekseï Gourychev
Temple de la renommée russe : 2004
Alekseï Mikhaïlovitch Gourychev - en russe Алексей Михайлович Гурышев et en anglais Alexei Guryshev - (né le 14 mars 1925 à Moscou en RSFS de Russie - mort le 16 décembre 1983) était un joueur de hockey sur glace soviétique.

## Carrière de joueur
En 1947, il commence sa carrière dans le championnat d'URSS avec les Krylia Sovetov. L'équipe remporte le titre nationale en 1957. Il met un terme à sa carrière en 1961. Il termine avec un bilan de 300 matchs et 379 buts en élite.

## Carrière internationale
Il a représenté l'URSS à 92 reprises (71 buts) sur une période de six saisons entre 1954 à 1959. Il a remporté l'or aux Jeux olympiques de 1956. Il a participé à quatre éditions des championnats du monde pour un bilan de deux médailles d'or et quatre d'argent.

## Trophées et honneurs personnels
URSS
- 1949, 1953, 1955, 1956, 1957, 1958 : termine meilleur buteur.
- 1949, 1955, 1956 : élu dans l'équipe d'étoiles.

## Statistiques

### En équipe nationale
| Année | Équipe | Compétition |   | PJ | B | A | Pts | Pun               |  | Résultat |
| 1954  | URSS   | CM          | 7 | 5  |   | 5 |     | Médaille d'or     |  |          |
| 1955  | URSS   | CM          | 8 | 7  |   | 7 |     | Médaille d'argent |  |          |
| 1956  | URSS   | CM & JO     | 7 | 7  |   | 7 |     | Médaille d'or     |  |          |
| 1957  | URSS   | CM          | 7 | 8  |   | 8 |     | Médaille d'argent |  |          |
| 1958  | URSS   | CM          | 6 | 3  | 0 | 3 | 2   | Médaille d'argent |  |          |
| 1959  | URSS   | CM          | 6 | 5  |   | 5 |     | Médaille d'argent |  |          |